# Главач, Войтех Иванович
Во́йтех Ива́нович Глава́ч (также встречается вариант имени Во́йцех; чеш. Vojtěch Hlaváč; 11 (23) марта 1849 года—9 (22) марта 1911 года) — выдающийся российский дирижёр конца XIX — начала XX века. Композитор, органист-виртуоз, изобретатель музыкальных инструментов. Профессор музыки, статский советник. Чех по национальности, гражданин Чехии, — он, тем не менее, почти всю свою жизнь прожил в России и имел несомненные заслуги перед своей второй родиной. На протяжении нескольких десятилетий пропагандировал русскую музыку в России и за её пределами.

## Биография
В. И. Главач родился в чешском городе Ледеч-над-Сазавоу. Музыкой начал заниматься в 4-летнем возрасте. Когда ему исполнилось восемь лет, родители отвезли его на учёбу в Прагу, где он начал систематически заниматься с известным пианистом и педагогом Бедржихом Шимаком. Выделялся среди сверстников блестящими музыкальными способностями и редким музыкальным слухом. В двенадцатилетнем возрасте поступил в школу органистов, где кроме органной игры прошёл специальный курс гармонии и контрапункта. Стажировался в Париже. В 1865 году дирижировал оркестром музыкального кружка в Оравичах (ныне территория Румынии) и в том же году занял должность хормейстера в немецком хоровом обществе во Вршаце (ныне территория Сербии). В 1870 году был приглашён в Вену, где ему было предложено место военного капельмейстера. Однако он предпочёл поехать в Россию и в 1871 году прибыл в Санкт-Петербург, где поступил на работу в Императорскую итальянскую оперу на должность органиста. А вот как данный эпизод в его жизни охарактеризован в русской печати:

«Преданный идее славянства, Войтёх Иванович явился её горячим сторонником в венгерской Сербии. Освящение, при участии депутаций от славянских земель, первого знамени певческого общества во Вршаце устроено было под его руководством. Вскоре юный чех был схвачен мадьярами и сдан в солдаты. Отбывая в Вене воинскую повинность, он пользовался многими льготами, так что скоро, несмотря на свой солдатский мундир, стал известен публике как дирижёр, концертант и композитор. Немецкая печать лестно отзывалась о нём, а славянское певческое общество избрало его своим дирижёром. Пять лет спустя, по выходе из консерватории, в 1870 году, Войтех Иванович переселился в Россию.»
— Журнал «Нива», № 35, выдан 28 августа 1882 года
С этого времени начался самый выдающийся период в его жизни и творчестве. Последующие сорок лет до самой смерти он посвятил себя служению России и российскому музыкальному искусству.

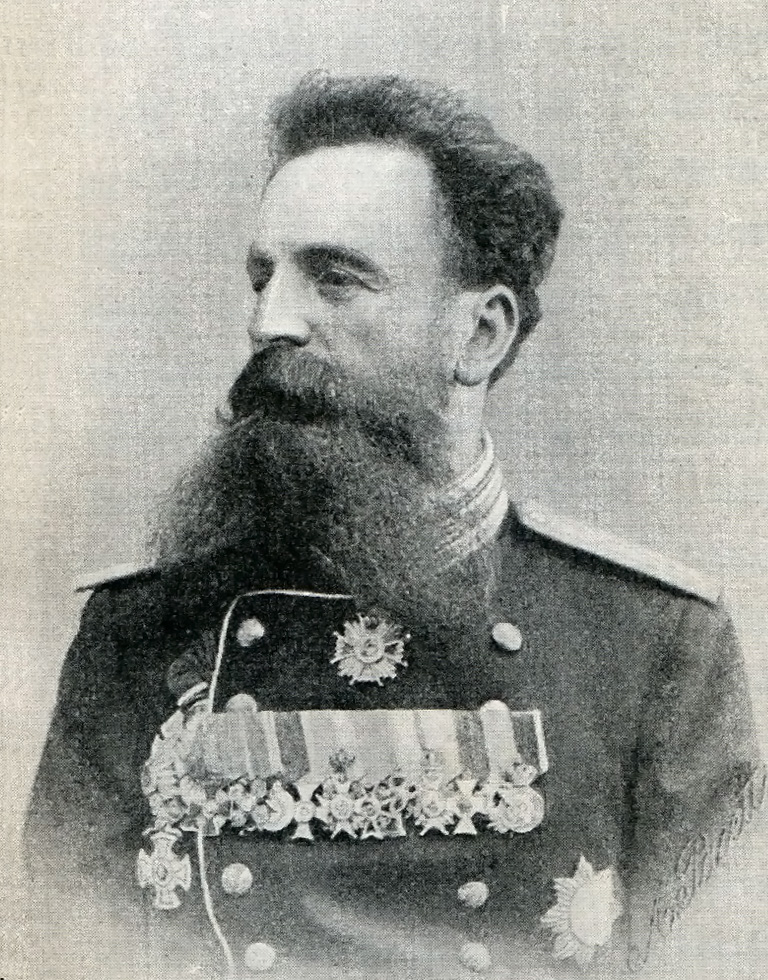
Коллежский советник, капельмейстер Гвардейского экипажа В. И. Главач, 1904 г.

Помимо основной работы (органиста в итальянской опере) он занимался репетиторством в дворянских домах, обучая музыке детей. В 1882 году подписал пятилетний контракт с музыкальным обществом в Павловске. Оркестр под его управлением проводил в Павловске музыкальные вечера, на которых исполнялась музыка различных жанров. Именно В. И. Главач ввёл в программы концертов большое количество произведений русских композиторов. В 1888 году он стал дирижёром студенческого оркестра и хора Санкт-Петербургского университета. Чуть позже он организовал в Санкт-Петербурге ещё один студенческий хор и оркестр. Среди российского дворянства он приобрел большу́ю популярность и с 1890 года под его наблюдением велось преподавание музыки в приюте (институте) принца Ольденбургского. А с 1895 года он был инспектором музыки в женском училище (институте) принцессы Терезии Ольденбургской. С 1900 года до своей кончины — органист Придворного оркестра. Получил звание придворного солиста. В 1904 году был назначен капельмейстером оркестра Гвардейского экипажа российского флота. Именно в исполнении этого коллектива под управлением В. И. Главача сохранилась запись марша Преображенского полка, которая является старейшей из всех существующих. Инспектором музыки в женском училище принцессы Терезии Ольденбургской и капельмейстером Гвардейского экипажа он пребывал также до самой своей кончины в 1911 году. В Санкт-Петербурге В. И. Главач занимался и общественной деятельностью. Некоторое время входил в совет Вспомогательной кассы музыкальных художников и был в ней распорядителем по устройству концертов, а также членом Литературно-художественного общества.
В. И. Главач прославился ещё и как превосходный изобретатель музыкальных инструментов. В 1880 году сконструировал фисгармонию с 31 регистром и расширенными октавами. Его предложение о производстве приняла известная немецкая фортепианная фирма «Шидмайер и сыновья» («Schiedmayer und Söhne»). С этим инструментом Главач гастролировал в Германии и Англии. В 1886 году он сделал второй тур в Германию и Италию.
Вскоре появился ещё один сконструированный им инструмент, который В. И. Главач назвал Armonipiano. Это была разновидность пианино, в котором можно было продлевать слабое звучание повторными ударами молоточков и тем самым стало удобно исполнять органные произведения на этом инструменте.

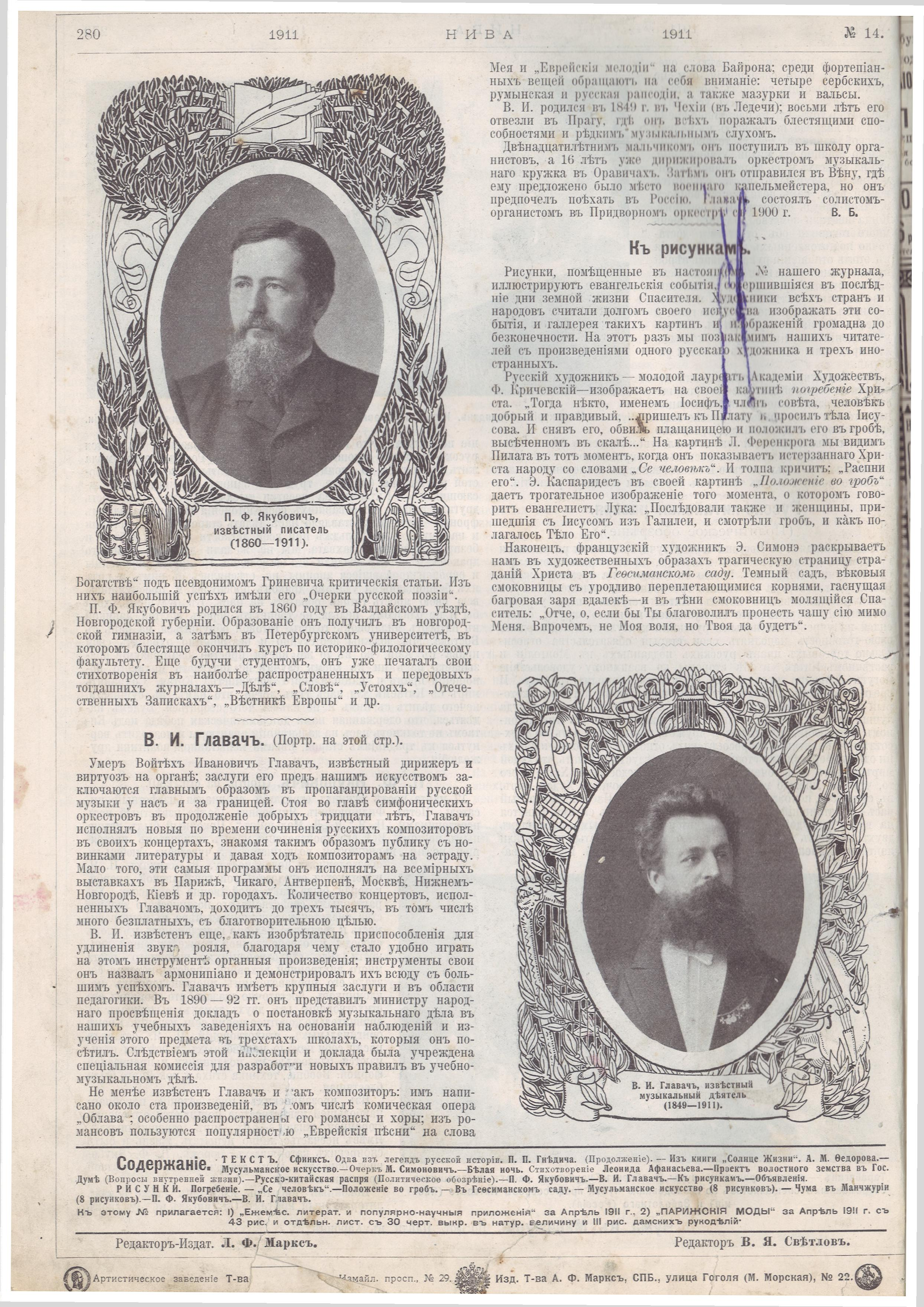
Текст некролога в журнале «Нива», 1911 г.

Трудно переоценить вклад В. И. Главача в развитие и популяризацию русского музыкального искусства. Вот так отзывается об этом вкладе автор некролога, опубликованного в журнале «Нива» от 2 апреля 1911 года по случаю смерти дирижёра:

«Войтех Иванович Главач, известный дирижёр и виртуоз на органе: заслуги его перед нашим искусством заключаются главным образом в пропагандировании русской музыки у нас и за границей. Стоя во главе симфонических оркестров в продолжение добрых тридцати лет, Главач исполнял новыя по времени сочинения русских композиторов в своих концертах, знакомя таким образом публику с новинками литературы и давая ход композиторам на эстраду. Мало того, эти самыя программы он исполнял на всемирных выставках в Париже, Чикаго, Антверпене, Москве, Нижнем Новгороде, Киеве и других городах. Количество концертов, исполненных Главачом, доходит до трёх тысяч, в том числе много беЗплатных, с благотворительною целью…»
— Текст некролога. Журнал «Нива» № 14 от 2 апреля 1911 г.
В этом же некрологе раскрывается и педагогическая деятельность В. И. Главача:

«…Главач имеет крупныя заслуги и в области педагогики. В 1890—1892 гг. он представил министру народнаго просвещения доклад о постановке музыкальнаго дела в наших учебных заведениях на основании наблюдений и изучения этого предмета в трёхстах школах, которыя он посетил. Следствием этой инспекции и доклада была учреждена специальная комиссия для разработки новых правил в учебно-музыкальном деле…»
— Текст некролога. Журнал «Нива» № 14 от 2 апреля 1911 г.
В 1910 году Войтех Иванович Главач тяжело заболел и вынужден был отказаться от музыкальной деятельности. Врачами был поставлен диагноз — «склероз сердца». Этот диагноз указывается в некрологе в «Русской музыкальной газете», а также в книге Санкт-Петербургского римско-католического костёла Пресвятой Девы Марии об умерших за 1907—1911 гг.:

«Тысяча девятьсот одиннадцатого года марта шестого дня в СПбурге на М. Спасской ул., д. А2, от микордитъ скончался Войтех Иванович Главач. Статский советник, солист Его Величества, имевший от роду 60 лет. Похоронен священником Тарасевичем 9 сего марта на Выборгском Рим. Кат. кладбище»
— Центральный государственный исторический архив Санкт-Петербурга. Фонд № 1822 «Петербургский деканат римско-католических церквей (неизв.)», архивная опись № 4, дело № 141 «Костёл Девы Марии в Санкт-Петербурге (о смерти)»
Войтех Иванович Главач скончался 6 (19) марта 1911 года в Санкт-Петербурге. Упомянутая в книге об умерших причина смерти, микордит, — это скорее всего неправильное написание слова миокардит. Похоронен на католическом кладбище на Выборгской стороне.

## Произведения

### Опера
- Комическая опера «Облава»

### Клавир
- Переложения произведений известных композиторов для Armonipiano
- Сербские походные песни (клавир в четыре руки)
- Концертный этюд ми-бемоль мажор
- Вальсы
- Фантазия
- Мазурки

### Вокал
- Романсы
- Дуэты
- Произведения для хоров разного состава
- Школьные песни
- Русский сокольский марш на стихи Д. Н. Вергуна
- Еврейские песни на слова Мея
- Еврейские мелодии на слова Байрона

### Оркестровые произведения
- Шопеновская сюита
- 4-е сербских рапсодии, венгерская и русская рапсодии

## Награды
Российская Империя (на 1904 г.):
- Орден Святой Анны 3-й ст.
- Орден Святого Станислава (Российская империя) 3-й ст.

Иностранные:
- Орден Льва и Солнца (Персия)
- Орден Князя Даниила I 3-й ст., (Черногория)
- Орден Изабеллы Католической, командор, (Испания)
- Орден Благородной Бухары
- Орден Вазы, рыцарь, (Швеция)
- Орден Короны Румынии, рыцарский крест, (Румыния)
- Орден Князя Даниила I 5-й ст., (Черногория)
- Орден Святого Саввы, кавалер, (Сербия)
- Орден «Святой Александр», 5-я ст., (Болгария)
- Орден Академических пальм, кавалер, (Франция)